# دبابة النمر 1

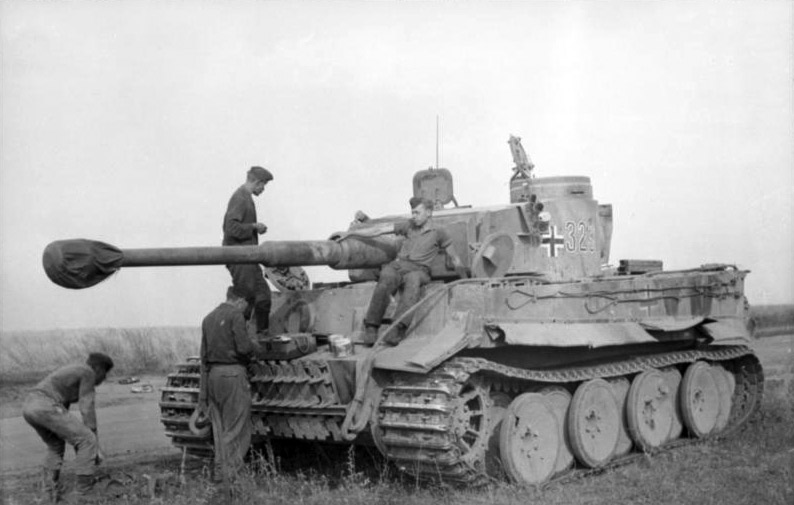
دبابة النمر 1

دبابة تايجر 1 تترجم إلى دبابة النمر 1 اسمها الكامل بانزر كامفاجن 6 تايجر أوسف أي (بالألمانية: Panzerkampfwagen VI Tiger Ausf.E) تترجم مركبة القتال المدرعة 6 الفئة أي هي دبابة ألمانية ثقيلة أُنتجت خلال الفترة ما بين عامي 1942 و1944 من قبل ألمانيا النازية اثناء الحرب العالمية الثانية وتم استبدالها لاحقا بالنمر 2 سنة 1944. كانت الحاجة لظهور هذه الدبابة بعد عملية غزو فرنسا في صيف 1940 بعد معاناة مدافع الدبابات الألمانية مارك3 ومارك4 من صعوبات جمة في ضرب دبابات الأس-35 الفرنسية ودبابات الماتيلدا البريطانية. كما فوجا الالمان اثناء عملية بارباروسا بان دباباتهم لم تكن قادر على خرق الدرع الأمامي للدبابة السوفيتية تي-34 فلجاو للمدفع فلاك المضاد للطائرات فلاك 88. وهنا تم العمل على تركيب مدفع فلاك على دبابة فتنافس كلا من شركتي بورش وصاحبها المصمم فارديناند بورشيه مصمم سيارة فولكس فاجن وشركة هنكل.
تقدم بورش بتصميم جديد وعبقري حيث أعتمد تصميمه علي محركات هجينة ديزل-كهربائية لا تستعمل أي ناقل حركة أما هنشل فاتى بتصميم تقليدي يعود لسنة 1937 لكنه كان أكثر اعتمادية ولم يصب باعطال عندما تنافس النموذجين في راشتنبرج في 20 أبريل 1942 أمام هتلر. لذلك تم اختيار تصميم هنشل لكن لان الدبابة كانت تعتمد على تصميم قديم لم يتم الاستفادة من دروس الحرب التي تعملت اثناء غزو الاتحاد السوفيتي مثل ان تكون مقدمة الدبابة مائلة لتصبح دروعها أكثر سمكا بل جائت مقدمتها مستوية.
اعتبرت دبابة تايجر من أقوى دبابات الحرب بحيث أن الأمريكان لم يقدروا على هزمها من ناحية قوة مدفعها وتحصينها وكبرها.
التسليح وتتميز دبابة التايغر1 بمدفعها ذو العيار 88 ملم. من حيث التدريع فتبلغ سماكة الدروع الأمامية لدبابة التايغر 100 ملم. والجوانب 80ملم. والمؤخرة 60 ملم. لم تكن دبابة التايغر الألمانية تضاهي الدبابات الخاصة بالحلفاء من حيث السرعة نظرا لثقلها الكبير أي ما يقارب ال59 طن. كانت دبابات التايغر تقوم بزرع الرعب في قلوب الحلفاء. وقد ظهر ما يسمى مرض الخوف من النمر وقد تفشى بشكل واسع في صفوف الحلفاء.

## تاريخ التطوير
في أوائل العام 1937، طلبت وكالة سلاح الجيش الألماني (بالالمانية Waffenamt) من شركة هنشل وسون تطوير دبابة اقتحام من فئة 30-33 طن ثم أعقبت ذلك بطلب تصميم دبابة بدرع أمامي سماكة 50 مم وبوزن 36 طن. لم يبن من كل نوع أكثر من نموذج واحد استخدمت في الاختبارات حتى العام 1941. ثم طور تصميمان آخران مزودان بعجلات متداخلة وبوزن 33 طن للأول و 40 طن للثاني وبني منهما 4 نماذج اسستخدمت للتجارب وحول اثنان منهما إلى مدافع مضادة للدبابات ذاتية الحركة عيار 128 مم كما صمم برج لكلا التصميمين يحمل مدفع 75مم لكنها لم تركب على هياكل واستخدمت كأبراج دفاع ثابتة في جدار الأطلسي وتوقف مشروع التطوير عام 1942.
في العام 1940 وبعد تجربة القتال ضد الدبابات الفرنسية الثقيلة من طراز سوموا-اس 35 وشار-ب1 في معركة فرنسا، طلب من شركتي هنشل وبورش تصميم دبابة بوزن 45 طن وقامت هنشل ببناء نموذجين الأول مزود بمدفع 88 مم والثاني بمدفع 75 مم. في العام 1941 ومع بدء غزو الأراضي السوفيينية ضمن عملية بارباروسا، اكتشف الألمان أن الدبابتين السوفيتيتين المتوسطة T-34 والثقيلة KV-1 كانتا متفوقتين على أي دبابة يملكها الجيش الألماني ولم يكن بالإمكان تدميرهما من الأمام إلا باستخدام المدفع المضاد للطائرات من عيار 88 مم. عندها أضيف إلى المتطلبات ان يكون عيار مدفع الدبابة الجديدة من عيار 88 مم وحدد تاريخ تسليم النماذج الأولية ليكون 20 نيسان 1942 وهو يوم عيد ميلاد أدولف هتلر الـ53.
عرضت الشركتان نماذجها في الموعد المقرر وفاز نموذج شركة هنشل نظرا لاستخدام شركة بورش محركا هجينا يستلزم كميات كبيرة من النحاس.. قامت شركة هنشل بانتاج النموذج الفائز والذي عرف رسميا بـ Panzerkampfwagen VI Tiger Ausf بواقع 1347 دبابة حتى شهر آب 1944 عندما حول الإنتاج لصالح الدبابة تايغر-2. كانت بورش التي توقعت أن تفوز هي بالعقد قد بنت نحو 100 من الهياكل حوّل 91 منها في العام 1943 إلى قانص الدبابات فردينياند الذي عرف فيما بعد باسم اليفانت وعرف رسميا في الجيش الألماني باسم Panzerjäger Tiger (P).

## وصف دبابة النمر

### التدريع
تراوح تدريع الدبابة بين 120 مم لدرع المدفع (mantlet) مرورا ب 100 مم للدرع الأمامي للهيكل والسطح الأمامي للبرج، 80 مم لجوانب الهيكل والبرج ومؤخرة البرج، 40 مم لأعلى البرج و 25 مم لأسفل الدبابة. ساهم هذا التدريع السميك في حماية المركبة من الأمام من نيران معظم دبابات الحلفاء باستثناء دبابات شيرمان المعدلة المجهزة بمدفع 76 مم (3 انش) البريطاني ودبابة T-34-85 السوفييتية المجهزة بمدفع عيار 85 مم وقوانص الدبابات كـ SU-122 و SU-152 السوفييتيتين.
ساهم التدريع السميك في خلق أسطورة هذه الدبابة بين الحلفاء بأنها عصيّة على التدمير خصوصا بعد انزال النورماندي حيث انتشرت معلومة أن اعطابها يحتاج لـ 4-5 دبابات شيرمان المزودة بمدفع 75 مم قصير السبطانة وذلك بمشاغلتها من الأمام ريثما تتمكن إحدى الدبابات من المناورة حولها وضربها من الخلف. كما بقيت في الأذهان حتى الآن صورة قذائف الحلفاء وهي ترتد عن الدرع الأمامي لدبابة البانزر دون أن تؤذيها حسب روايات أطقم الدبابات الذين واجهوها.

### المدفع
استخدم في هذه الدبابة المدفع KwK 36 عيار 8.8 سم وكان مدفعا طويل السبطانة عالي الدقة والفعالية مقارنة ببقية المدافع من نفس الفئة وخصوصا على المسافات التي تزيد عن 2500 م. أما على مدى أقل فقد تفوق عليه المدفع KwK 42 عيار 75 مم المستخدم في الدبابة بانثر-الفهد (بانزر 5).
استخدم هذا المدفع أربع أنواع من الذخائر (خارقة للدرع مغلفة، خارقة للدرع بنواة صلبة، خارقة للدرع متفجرة ومتشظية/حارقة ضد الأهداف الأقل تدريعا) وقد ساهم المدفع أيضا في خلق اسطورة الدبابة لمداه العالي وفعاليته ودقته خصوصا إن رماة المدفع درّبوا على إصابة الهدف من القذيفة الأولى.

## دبابة النمر في القتال
دخلت دبابة النمر في الخدمة في معركة كورسك عام 1943، والتي تعد أكبر معركة دبابات في التاريخ، حيث كان التقدم التقني لدبابة النمر جليا، ويعد (مايكل فيتمان) Michael wittman أكثر الضباط نجاحا في أرض المعركة وكان فعلا صائد دبابات بارع، حيث استطاع في ربع ساعة أن يحطم 13 دبابة من العدو.
عندما اخترقت دبابات الألمان صفوف السوفييت، لكنهم فوجئوا بدفاعات مدفعية مضادة للدبابات، إلى أن خسائر الدبابات الألمانية كبيرة لكنها لا تقارن بخسائر السوفيت الأكثر خسارة.
عندها دخلت دبابة النمر في فرنسا على جانب النورماندي ضد الجيوش الأمريكية والبريطانية والكندية والفرنسية، وأيضا في دفاعات برلين عام 1945، لكن إنتاجها لم يكن بالمستوى المطلوب بسبب زيادة الجبهات على الألمان.
دبابة النمر في كل ساحات المعارك كانت فعلا مرعبة، وفي اعتراف الأمريكان، انه إذا واجهو دبابة النمر، يخسرون اربع دبابات مقابل دبابة ألمانية واحدة.
هذا ويثبت مدى التقدم التقني لدبابة النمر.

## معرض صور

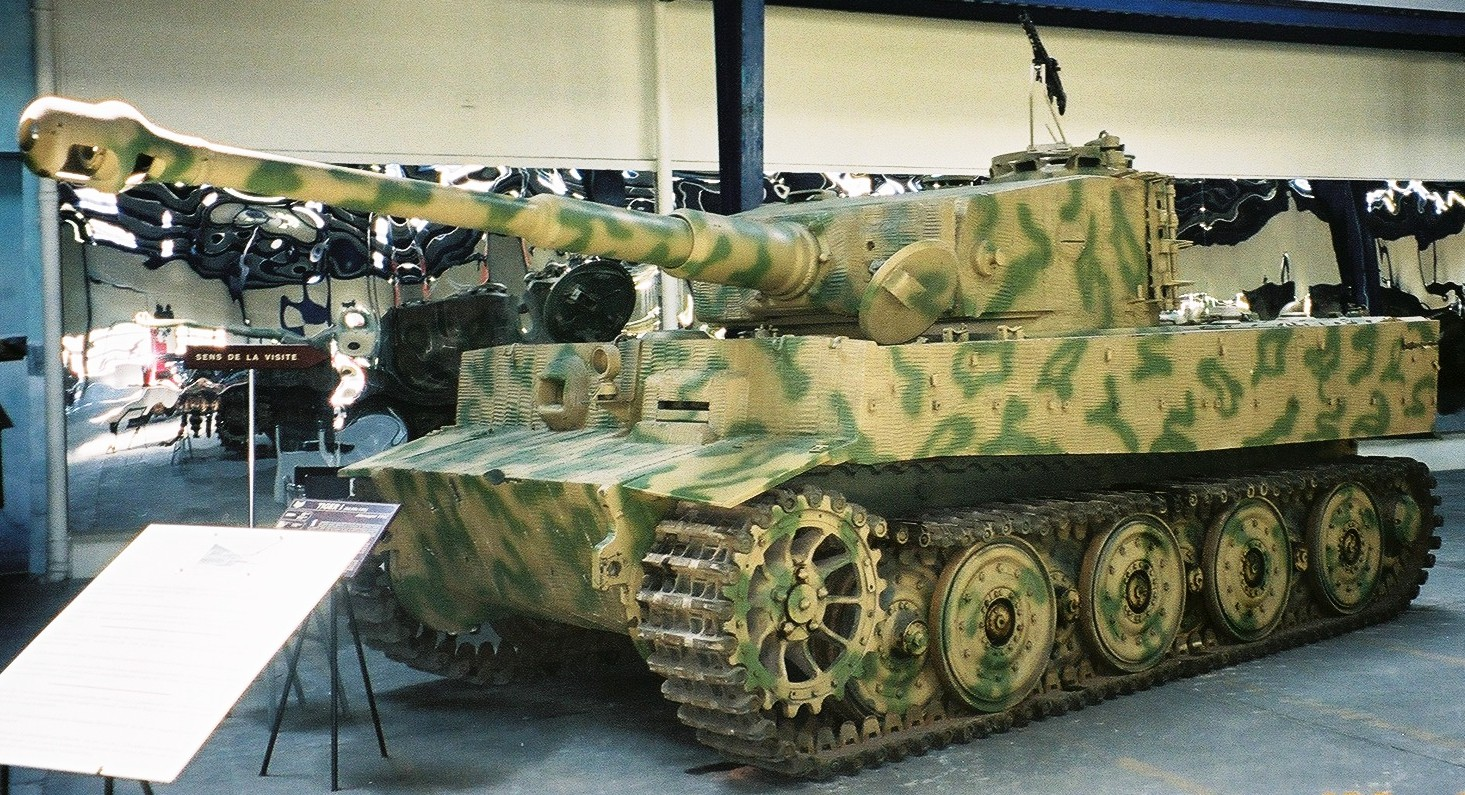
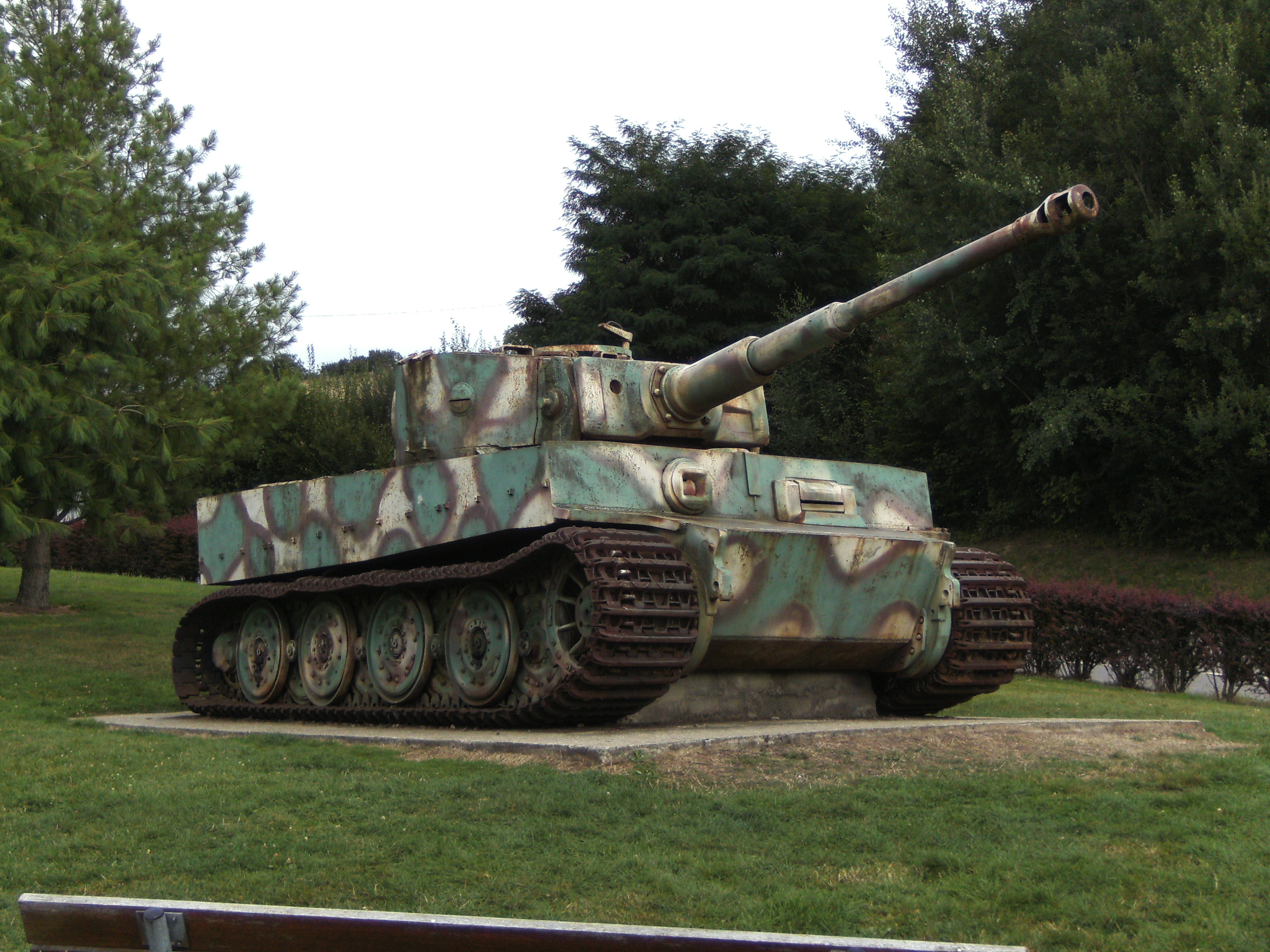
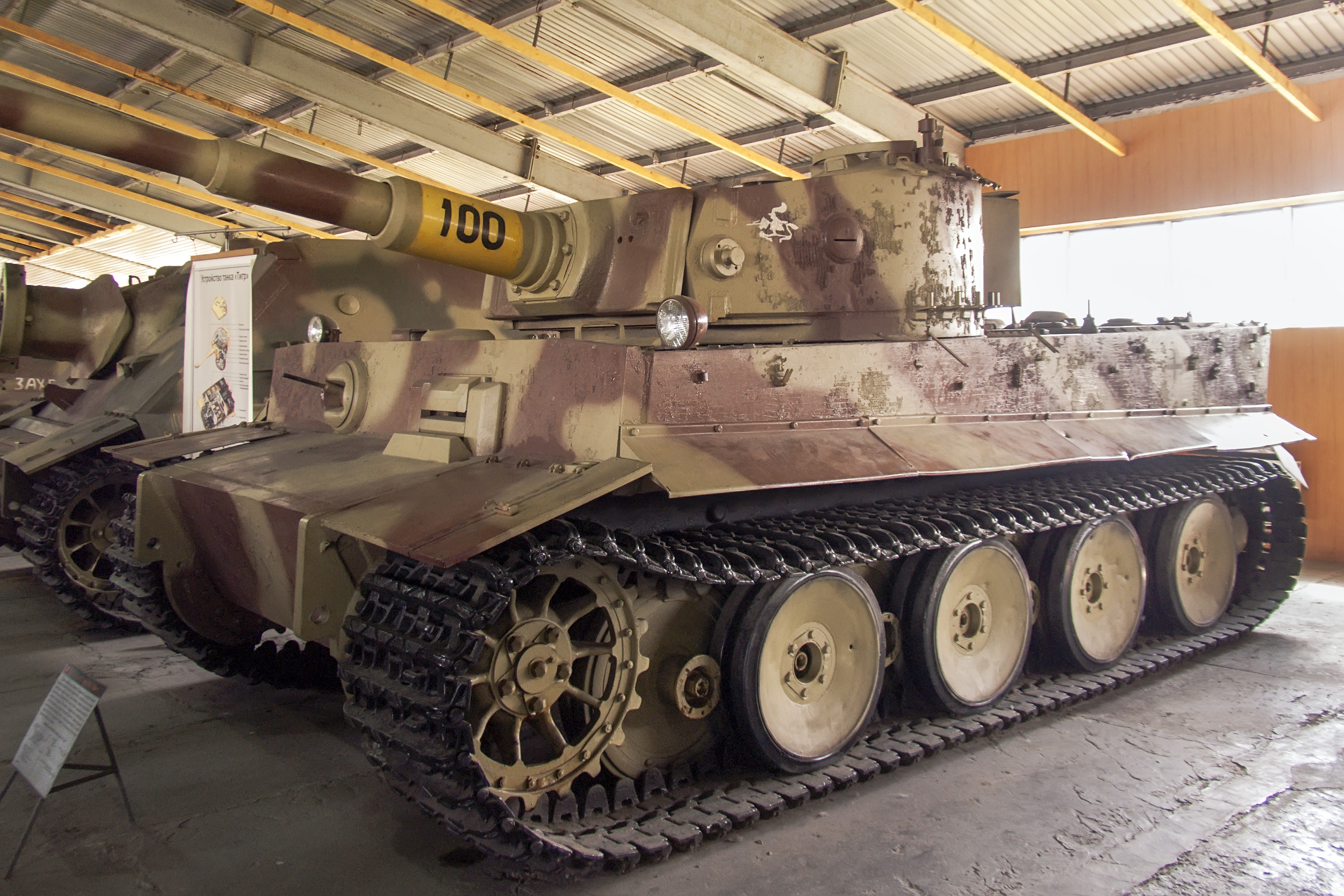
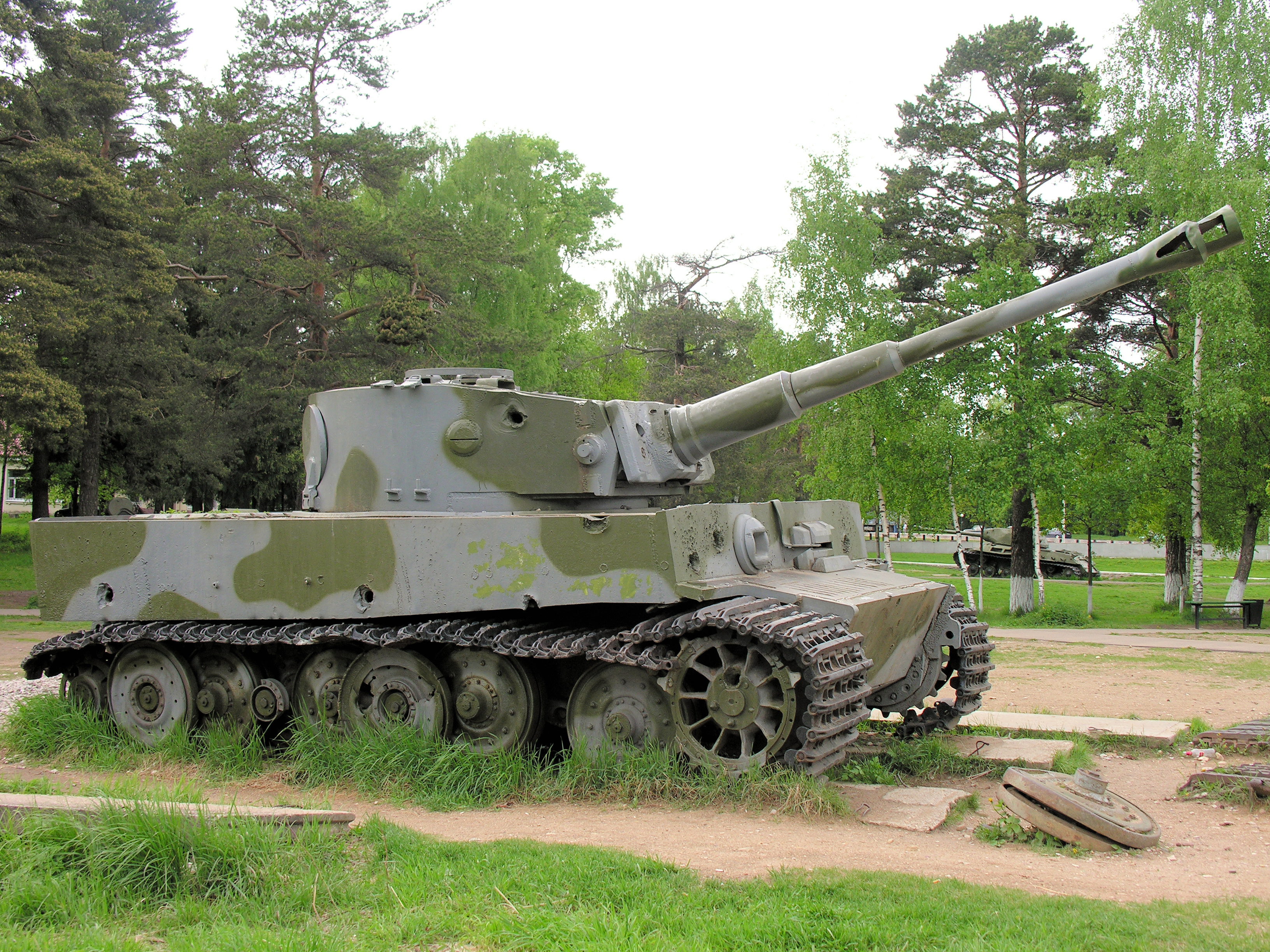